# Kushchi
Kushchi (en georgiano: კუშჩი; en armenio: Ղուշչի, romanizado: Ghushchi) es un pueblo de Georgia ubicado en el noroeste de la región de Baja Iberia, siendo parte del municipio de Tsalka. 

## Geografía
Kushchi está a orillas del río Jram, a 25 km al noreste de Tsalka.

## Historia
En las inmediaciones de Kuschi, ubicado en la histórica región de Trialetia, se encontraba el pueblo de Gvelpareja (en georgiano: გველფარეხა). La ausencia del nombre Gvelpareha en una lista georgiana de nombres de lugares preparada entre 1794 y 1799 indica que este asentamiento desapareció antes de esta fecha. 
Los habitantes del pueblo emigraron del pueblo del mismo nombre en Erzurum después de la guerra ruso-turca (1828-1829). 

## Demografía
La evolución demográfica de Kushchi entre 2002 y 2014 fue la siguiente:
| 893                                             | 532 |
| (Fuente: Population of Georgia in Soviet times) |     |

Según el censo de 2014, la composición étnica se compone principalmente de armenios (99%).

## Economía
Los residentes se dedican al cultivo de cereales, hortalizas, patatas, horticultura y cría de animales.